# آن ساندرز (صحفية)
آن ساندرز (بالإنجليزية: Ann Sanders)‏ هي مذيعة أخبار وصحفية أسترالية، ولدت في 15 مارس 1960.